# 9 Bullets
9 Bullets er en amerikansk film fra 2022 af Gigi Gaston.

## Medvirkende
- Sam Worthington som Jack
- Dean Scott Vazquez som Sam
- Martin Sensmeier som Eddie
- Chris Mullinax som Mike
- Cam Gigandet som Tommy
- La La Anthony som Tasmin
- Emma Holzer som Lisa
- Donna Hood som Cupid